# Messerschmitt Me 328
Die Messerschmitt Me 328 war ein von der Messerschmitt AG und der Deutschen Forschungsanstalt für Segelflug (DFS) konzipiertes einsitziges Mehrzweckkampfflugzeug mit zwei Pulsstrahltriebwerken, das gegen Ende des Zweiten Weltkriegs in großen Stückzahlen hergestellt werden sollte.

## Geschichte

### Universal-Kampfflugzeug
Das Entwicklungsbüro von Messerschmitt konzipierte ab Anfang 1941 unter der Projektnummer P 1079 eine Reihe von Vorentwürfen für ein schnelles einsitziges, zweimotoriges leichtes Kampfflugzeug, das als Jäger, Bordjäger und Aufklärer verwendet werden sollte. Als Triebwerk war das noch in Entwicklung befindliche Schmidt-Argus-Schubrohr (As 014) vorgesehen, wobei vor allem der Preisvorteil von 2.000 ℛℳ gegenüber dem 43.000 ℛℳ kostenden DB 601 eine Rolle spielte, der beispielsweise bei der Bf 109 eingesetzt wurde. Messerschmitt sah hier die Möglichkeit, ein Universalflugzeug in großen Stückzahlen herzustellen.

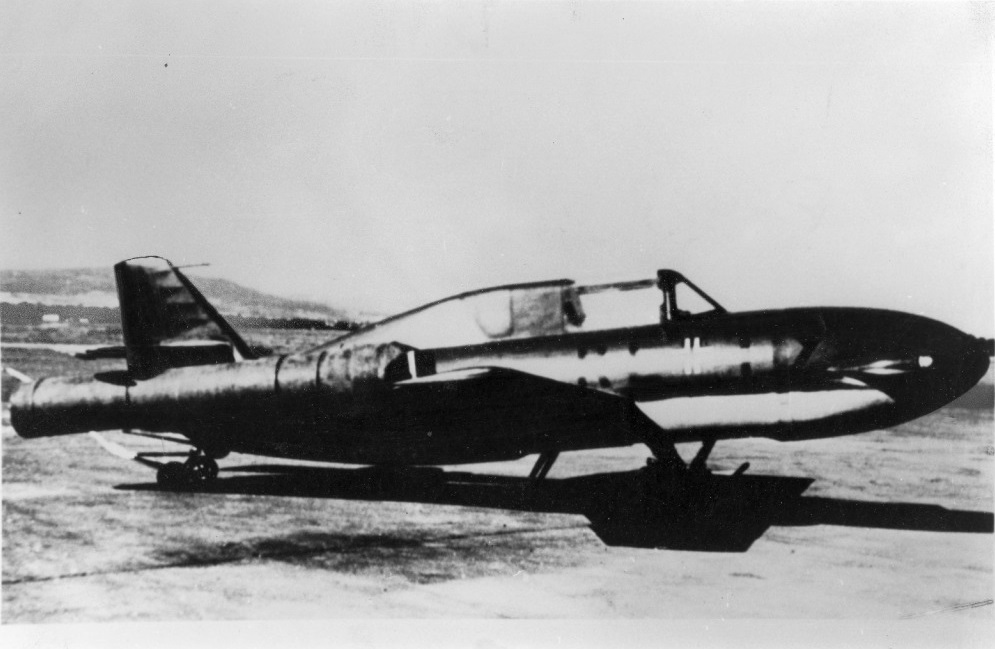
Me 328 mit Schubrohren am Rumpf

Nach einem Vorentwicklungsauftrag des RLM begannen im September 1941 die Konstruktions- und Werkstattarbeiten. Wegen der Überlastung von Messerschmitt wurden diese Arbeiten Anfang 1942 an die DFS in Ainring abgegeben. Die DFS übernahm den bereits fertigen Stahlblechrumpf und baute hierzu die Holzflügel und das Leitwerk. Am 1. August 1942 erfolgte in Ainring mit Erich Klöckner der Erstflug als Gleiter, der im Schleppstart von einer Heinkel He 111 gezogen wurde. Die weitere Flugerprobung, zusammen mit der zweiten gebauten Maschine, wurde auf den Flugplatz Hörsching bei Linz verlegt, wo auch zwei As-014-Schubrohre in unterschiedlichen Konfigurationen (unter den Tragflächen, an beiden Rumpfseiten) angebaut wurden.
Das Flugzeug, in der 1942 noch weiterhin in der Planungsphase befindlichen Auslegung als Bordjäger, erhielt die Bezeichnung Me 328 A, und das Universal-Schnellkampfflugzeug wurde zur Me 328 B. Im Dezember 1942 arbeitete Messerschmitt ein Programm zur Produktion von 300 Me 328 B-Schnellbombern aus. Es sollten 20 Versuchs- und 280 Vorserienflugzeuge bei der Firma Jacobs-Schweyer-Flugzeugbau (JSF) in Darmstadt gebaut werden. JSF hatte bereits eine große Erfahrung im Bau von Segelflugzeugen. Als Auslieferungsbeginn war der Juni 1943 vorgesehen.
Probleme mit dem Triebwerk – die Hitze und der pulsierende Schalldruck verursachten Zerstörungen am hinteren Rumpfteil – führten dazu, dass sich die Flugerprobung noch weit in das Jahr 1943 hinzog. Bei Einstellung des Programms am 3. September liefen immer noch die Serienvorbereitungen und der Bau der Versuchsmuster. Eine zum gleichen Zeitpunkt noch geplante Variante Me 328 C mit einem unter dem Rumpf angebauten Jumo-004-Strahltriebwerk blieb lediglich ein Projekt.

### Projekt für den Selbstopferungseinsatz
Als bereits Anfang 1944 damit gerechnet wurde, dass die Alliierten eine Invasion auf dem Festland versuchen werden, setzte sich eine kleine Gruppe von Luftwaffenpiloten für eine „Totaleinsatzwaffe“, eine bemannte Gleitbombe als Verlustgerät, ein. Hierbei sollte der Pilot das Flugzeug bis kurz vor dem Aufschlag auf ein Landungsschiff ins Ziel lenken und dann im letzten Augenblick mit dem Fallschirm abspringen. Dazu wurde eine Gruppe von 79 jungen Freiwilligen, die sich bis zum 16. Januar 1944 gemeldet hatten, gebildet. Deren Führung entschied, die Me 328 B in die engere Wahl für ihren Einsatz zu ziehen. Anstelle einer Bombe unter dem Rumpf sollte ein Lufttorpedokopf von 500 kg im Bug eingebaut werden.
Die Testpilotin Hanna Reitsch schlug im Februar 1944 vor, eine „Selbstopfer“staffel zur Bekämpfung der Invasionsflotte aufzustellen. Dabei sollten Me 328 mit einem 1000-Kilogramm-Sprengkopf in einem solchen Winkel in das Wasser eintauchen, dass sie direkt unter den anvisierten Schiffen mitsamt den Piloten explodierten. Himmler befürwortete das Projekt, Hitler gab nach anfänglicher Ablehnung seine Zustimmung zur Vorbereitung. Ersterer wollte dafür Suizidgefährdete, Straftäter und arbeitsunfähige Männer einsetzen. Dagegen lehnte Erhard Milch es ab und Hermann Göring zeigte kein Interesse. Daraufhin wurde das Projekt im Februar 1944 an das Kampfgeschwader 200 übergeben. Wegen technischen und Fertigungsschwierigkeiten stieg man auf die bemannte Version der Flugbombe Fi 103 (V1) um. Das Projekt erhielt nun die Tarnbezeichnung „Reichenberg“.
Im Juni 1944 wurde beschlossen, dass die Firma JSF die im Bau befindlichen V3 bis V10 mit den vorgesehenen Änderungen als Segler-Schulmaschinen fertigbauen und gleichzeitig die Gothaer Waggonfabrik (GWF) auf den Serienbau (ab V11) vorbereiten sollte. Die Einsatzmaschinen sollten ebenfalls als Segler mit einer Sprengstoffladung von Schleppmaschinen in Zielnähe gebracht werden. Während der Umstellung auf die neue Aufgabe fiel beim RLM die Entscheidung, für den vorgesehenen Zweck statt der modifizierten Me 328 B eine bemannte Version der Flugbombe Fieseler Fi 103, die den Tarnnamen Reichenberg-Gerät trug, einzusetzen. Das dem Kampfgeschwader 200 angegliederte Selbstopfer-Kommando wurde jedoch im Februar 1945 wegen Treibstoffmangels aufgelöst, wodurch keinerlei derartige Einsätze erfolgten.

## Konstruktion
Die Me 328 war ein freitragender Mitteldecker mit zweiteiligem einholmigem Flügel in Holzbauweise, mit einem Holm aus Stahlrohren, Vorflügel und abnehmbarem Randbogen. Landeklappen waren zwischen Querruder und Rumpf angebracht. Der Rumpf war ein Leichtmetallschalenrumpf mit kreisrundem Querschnitt. Die Steuerung erfolgte über ein freitragendes Normalleitwerk in Holzbauweise, für das Teile des Holzleitwerks der Messerschmitt Bf 109 verwendet wurden. Das Fahrwerk war eine durch ein Federbein abgefederte Zentralkufe für die Landung. Gestartet wurde auf einem abwerfbaren Zweiradfahrgestell. Die Besatzung bestand aus einem Piloten in geschlossener Kabine.

## Technische Daten

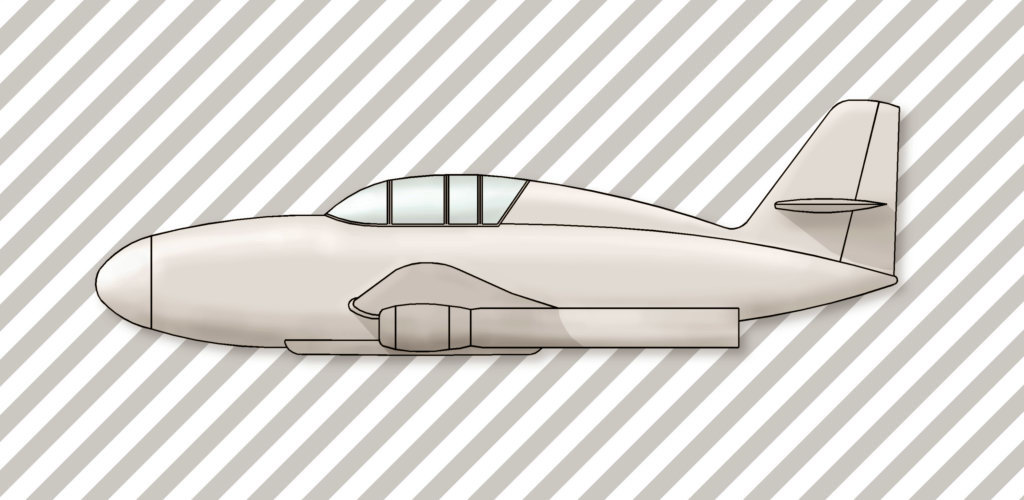
Seitenriss der Me 328

| Kenngröße             | Daten                               |
| --------------------- | ----------------------------------- |
| Besatzung             | 1                                   |
| Länge                 | 7,17 m                              |
| Spannweite            | 6,90 m                              |
| Höhe                  | 1,60 m                              |
| Höchstgeschwindigkeit | 805 km/h                            |
| Dienstgipfelhöhe      |                                     |
| Reichweite            | 485 km                              |
| Triebwerke            | 2 × Argus As 014 zu je 360 kp Schub |